# Yu Dan
Yu Dan (chiń. 喻丹; pinyin Yù Dān; ur. 18 sierpnia 1987 w prowincji Syczuan) – chińska strzelczyni, brązowa medalistka olimpijska.
Brązowa medalistka igrzysk olimpijskich 2012 w Londynie. W rywalizacji finałowej konkurencji karabin pneumatyczny 10 m przegrała z Sylwią Bogacką i ze zwyciężczynią, swoją rodaczką Yi Siling.